# 몬트리올 국제 불꽃 축제

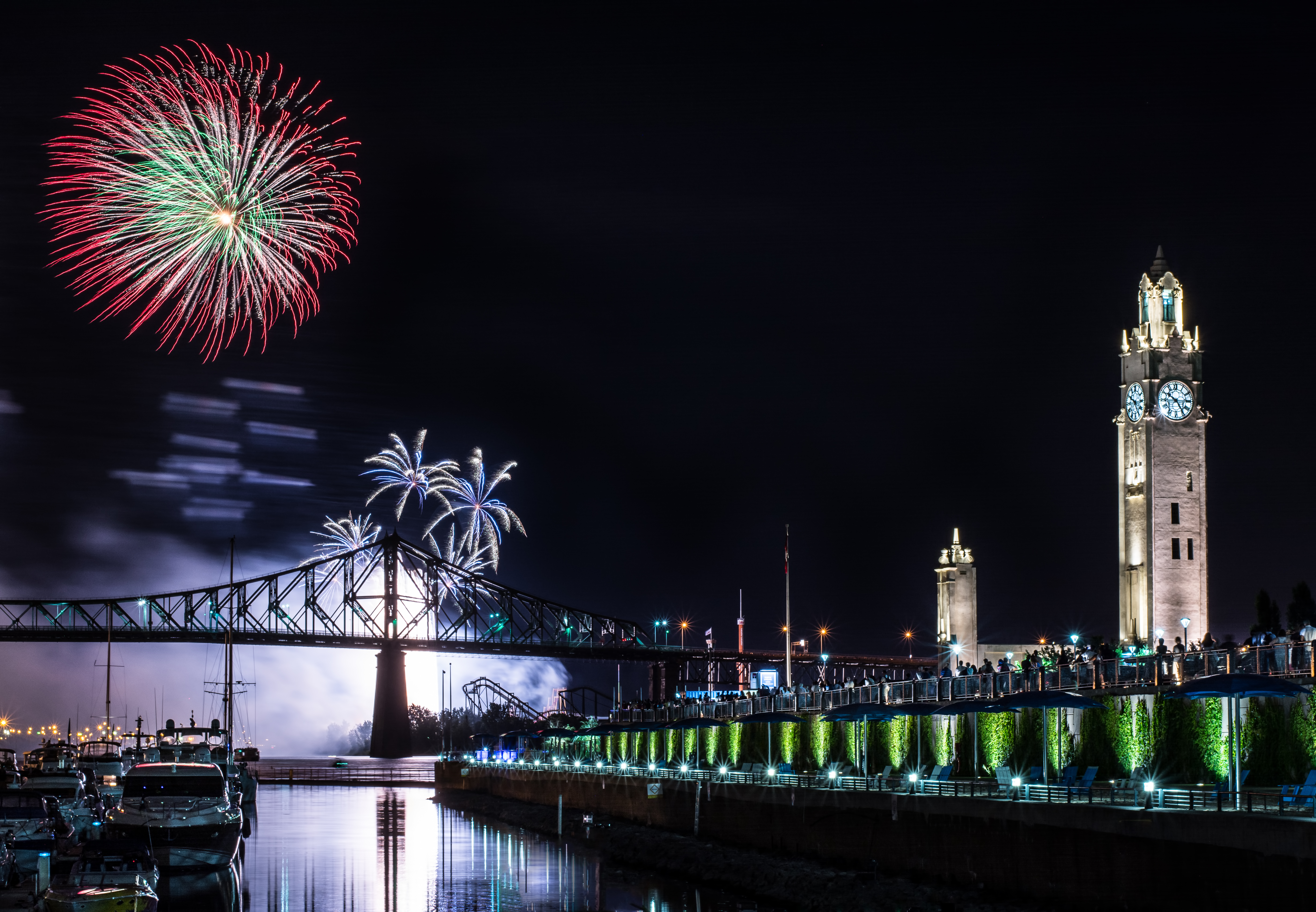
몬트리올 국제 불꽃 축제

몬트리올 국제 불꽃 축제(L'International des Feux Loto-Québec)는 세계에서 가장 큰 불꽃놀이 축제이다. La Ronde에서 매년 열리며, 축제의 이름은 주요 스폰서인 Loto-Québec에서 유래하였다.